# Черняки (Харьковская область)
Черняки́, до ВОВ хутор Черну́шин (укр. Черняки) — село,
Циркуновский сельский совет,
Харьковский район,
Харьковская область.
Код КОАТУУ — 6325185007. Население по переписи 2019 года составляет 13 (6/7 м/ж) человек.

## Географическое положение
Село Черняки находится на левом берегу Вяловского водохранилища, выше по течению на расстоянии в 3 км расположено село Украинское, ниже по течению на расстоянии в 4 км расположено село Циркуны.

## История
- 1879 — дата основания.
- В 1937 году на хуторе Чернушин было 20 дворов.[1]